# Kadubiwci
Kadubiwci (ukr. Кадубівці) – wieś na Ukrainie, w obwodzie czerniowieckim, w rejonie czerniowieckim. W 2022 roku liczyła 3169 mieszkańców.